# Kivijärvi
Kivijärvi este o comună din Finlanda.